# 崔琳
崔琳（1687年—1756年），字元圃，號嵋右，山西蒲州（今永濟）人，清朝政治人物，進士出身。
雍正元年（1723年）登进士，授會典館纂修。雍正四年（1726年）任刑部廣東司主事、刑部浙江司員外郎。雍正六年（1728年）任刑部浙江司郎中。雍正十年（1732年）任貴州道監察御史。次年，担任會試同考官、巡察直隸順德、廣平、大名三府地方監察御史。雍正十三年（1735年）掌京畿道監察御史、江蘇蘇松道。乾隆元年（1736年）任山東兗沂曹道。乾隆四年（1739年）授四川松茂道。乾隆六年（1741年）任河南南汝道。